# 宝坪镇
宝坪镇，是中华人民共和国重庆市云阳县下辖的一个乡镇级行政单位。

## 行政区划
宝坪镇下辖以下地区：
朝阳社区、水磨社区、桂坪村、地坪村、富强村、江南村、凤凰村、永高村、红电村、枣树村、梅滩村、大石村、双坝村和荷花村。